# Burundi labdarúgó-szövetség
A burundi labdarúgó-szövetség (franciául: Fédération de football du Burundi, rövidítve: FFB) Burundi nemzeti labdarúgó-szövetsége. A szervezetet 1948-ban alapították, 1972-ben csatlakozott a Nemzetközi Labdarúgó-szövetséghez, valamint az Afrikai Labdarúgó-szövetséghez. A szövetség szervezi a Burundi labdarúgó-bajnokságot. Működteti a férfi valamint a női labdarúgó-válogatottat.